# Женерарг
Женерарг (фр. Générargues) насеље је и општина у јужној Француској у региону Лангдок-Русијон, у департману Гар која припада префектури Алес.
По подацима из 2011. године у општини је живело 711 становника, а густина насељености је износила 69,43 становника/km². Општина се простире на површини од 10,24 km². Налази се на средњој надморској висини од 152 метара (максималној 420 m, а минималној 128 m).

## Демографија
| 1962. | 1968. | 1975. | 1982. | 1990. | 1999. | 2011. |
| ----- | ----- | ----- | ----- | ----- | ----- | ----- |
| 374   | 377   | 406   | 491   | 546   | 639   | 711   |

График промене броја становника у току последњих година